# Ingolfiella fuscina
Ingolfiella fuscina är en kräftdjursart som beskrevs av Masahiro Dojiri och Jürgen Sieg 1987. Ingolfiella fuscina ingår i släktet Ingolfiella och familjen Ingolfiellidae. Inga underarter finns listade i Catalogue of Life.